# インディテックス
インディテックス（Inditex; Industria de Diseño Textil, S.A.）は、スペインのガリシア州ア・コルーニャ県アルテイショに本社を置くアパレル世界最大手メーカー。マドリード証券取引所上場企業 (BMAD: ITX)。世界のカジュアル衣料品の企業の中での売り上げは第1位となっている。
1985年に持株会社として設立、1988年にスペイン国外へ初進出し、2001年に株式上場した。創業者のアマンシオ・オルテガは現在スペインの長者番付1位である。
2015年現在で全世界に6,600店舗を持ち、ザラ、ベルシュカ (Bershka)、マッシモ・ドゥッティ (Massimo Dutti)、オイショ (Oysho)、プル・アンド・ベア (Pull & Bear)、ストラディバリウス (Stradivarius)、ザラホーム (Zara Home) などのブランドを展開している。
2022年10月25日、店舗のリース契約などをアラブ首長国連邦に拠点を置くダヘルグループに譲渡し、ロシアから事業撤退することを表明。

展開している国